# Hoher Lindkogel
De Hoher Lindkogel, ook bekend als de Eisernes Tor, is met een hoogte van 834 meter een van de hoogste toppen van het Wienerwald in Neder-Oostenrijk. De Hoher Lindkogel ligt ten westen van Baden bei Wien op het grondgebied van de gemeenten Alland en Bad Vöslau. Nog andere heuveltoppen in de omgeving dragen de naam Lindkogel, zoals de Badner Lindkogel (532 m) en de Soosser Lindkogel (713 m).

## Sina-warte
Op de top van de Hoher Lindkogel werd een stenen uitkijktoren gebouwd, de Sina-warte. De 14 meter hoge toren werd gebouwd in 1856 en werd genoemd naar Simon Freiherr von Sina die de bouw financierde. Ook zijn er een berghut en een weerstation.

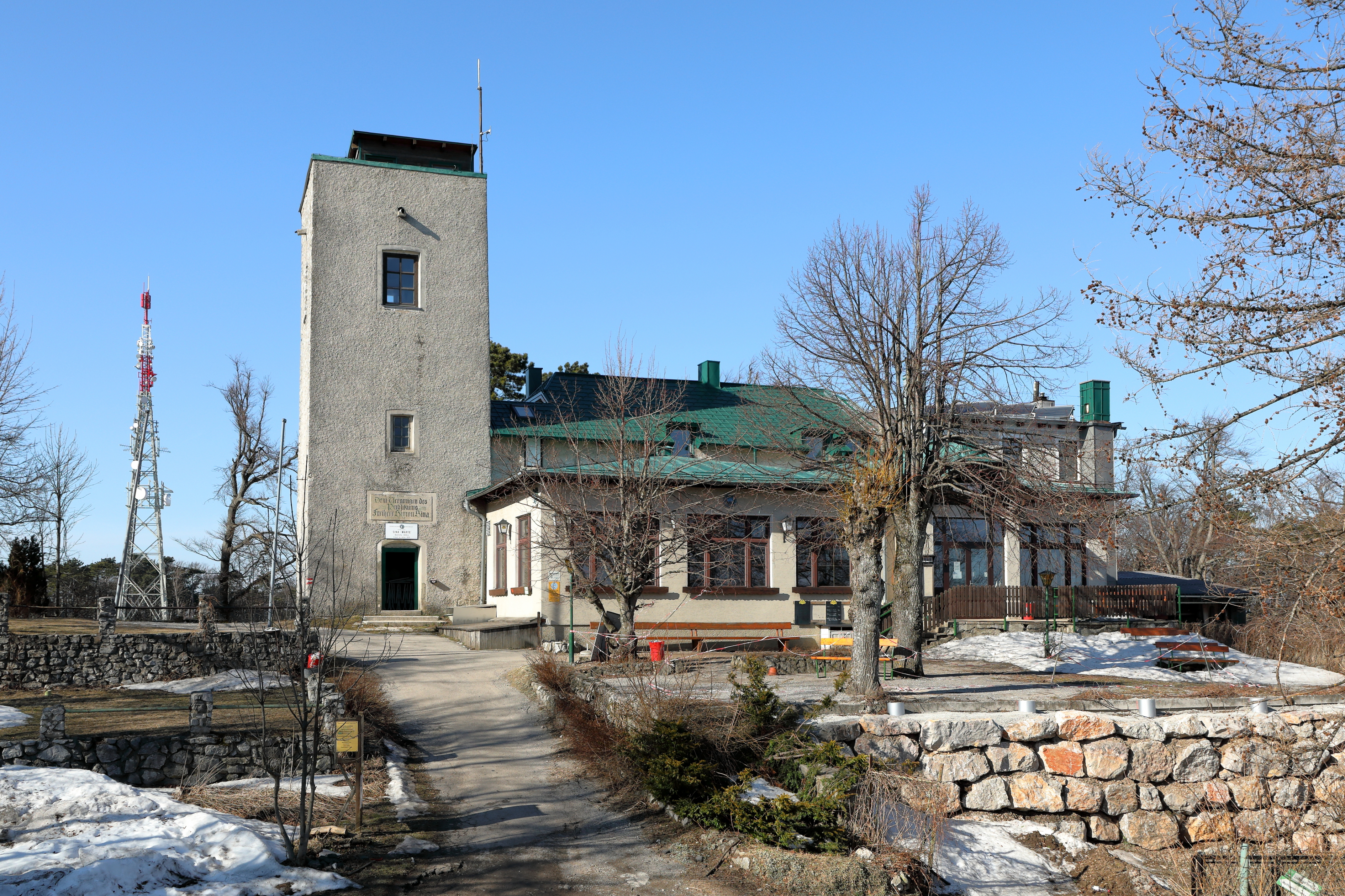
Sina-warte en Schutzhaus Eisernes Tor
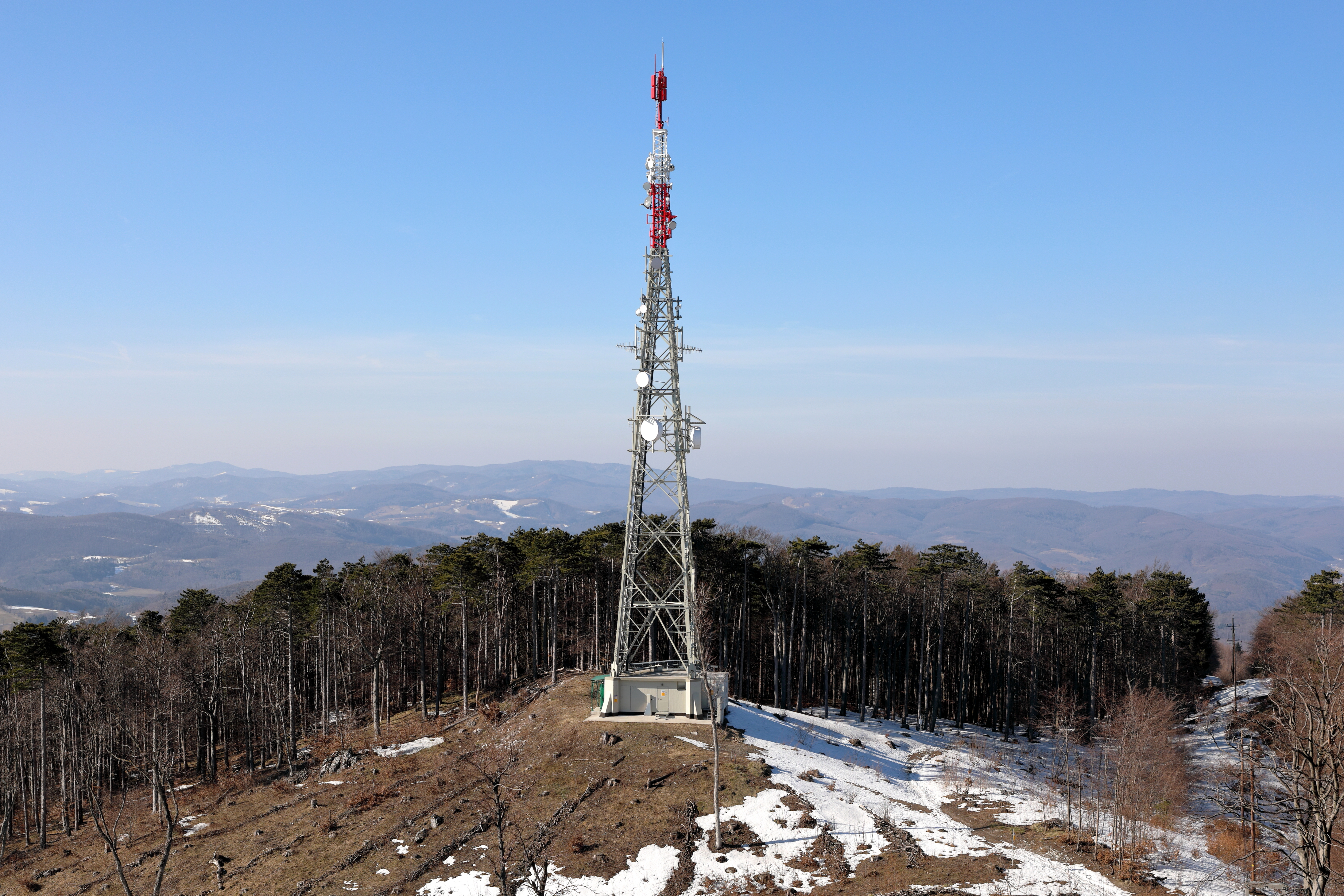
Zendmast Raisenmarkt-Lindkogel